# Église de Vanaja
L'église de Vanaja (en finnois : Vanajan kirkko) est une église évangélique-luthérienne située dans le quartier de Vanaja à Hämeenlinna en Finlande. 

## Galerie

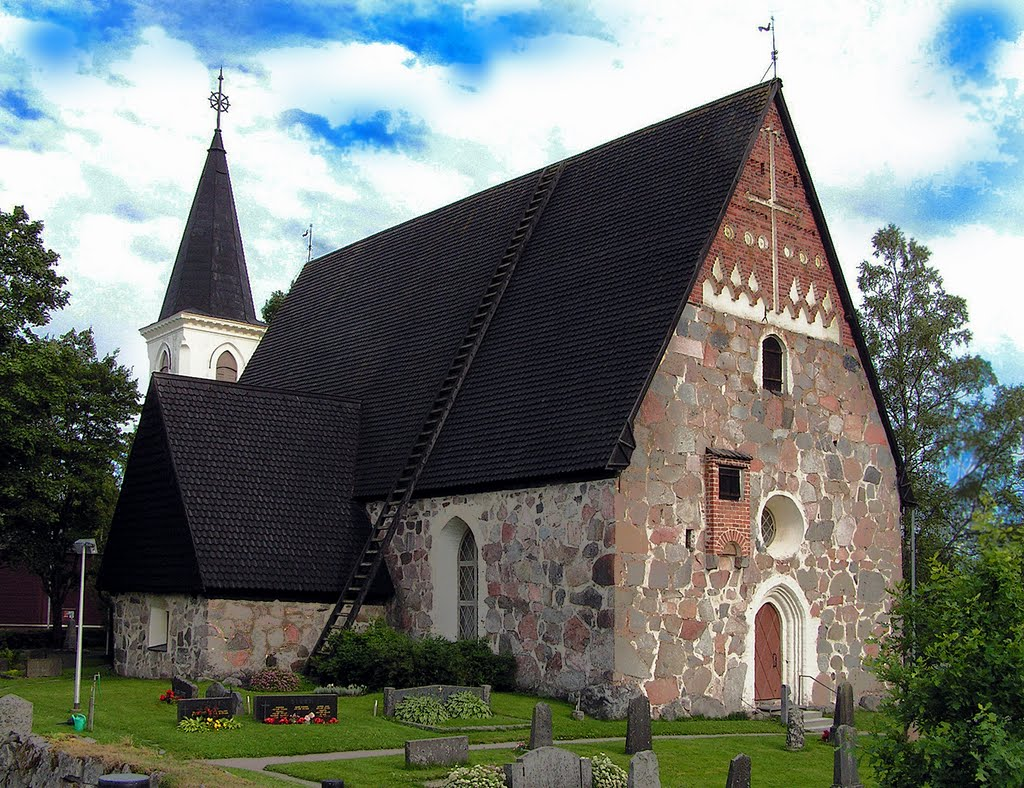
L'église de Vanaja.
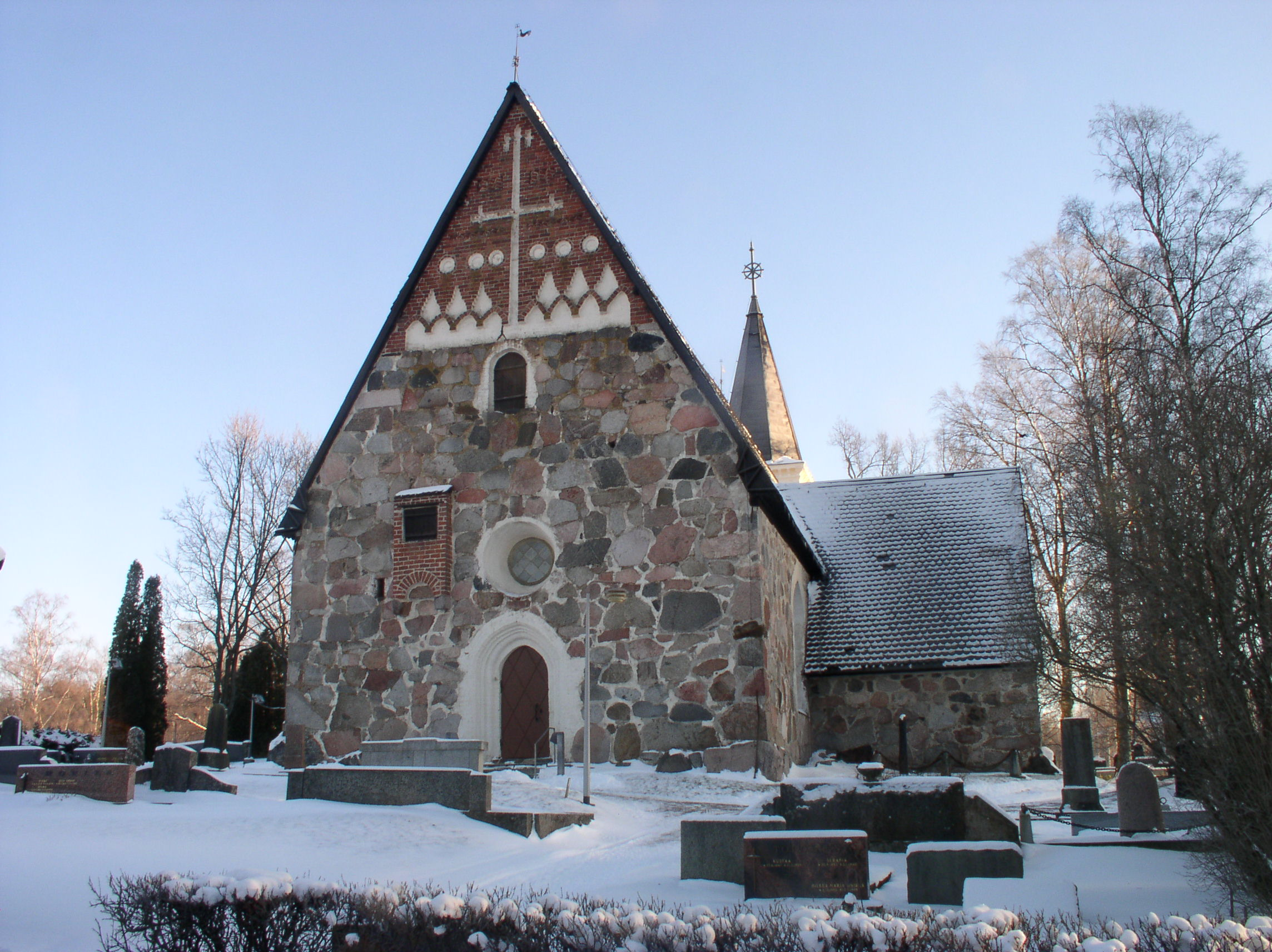
L'entrée.
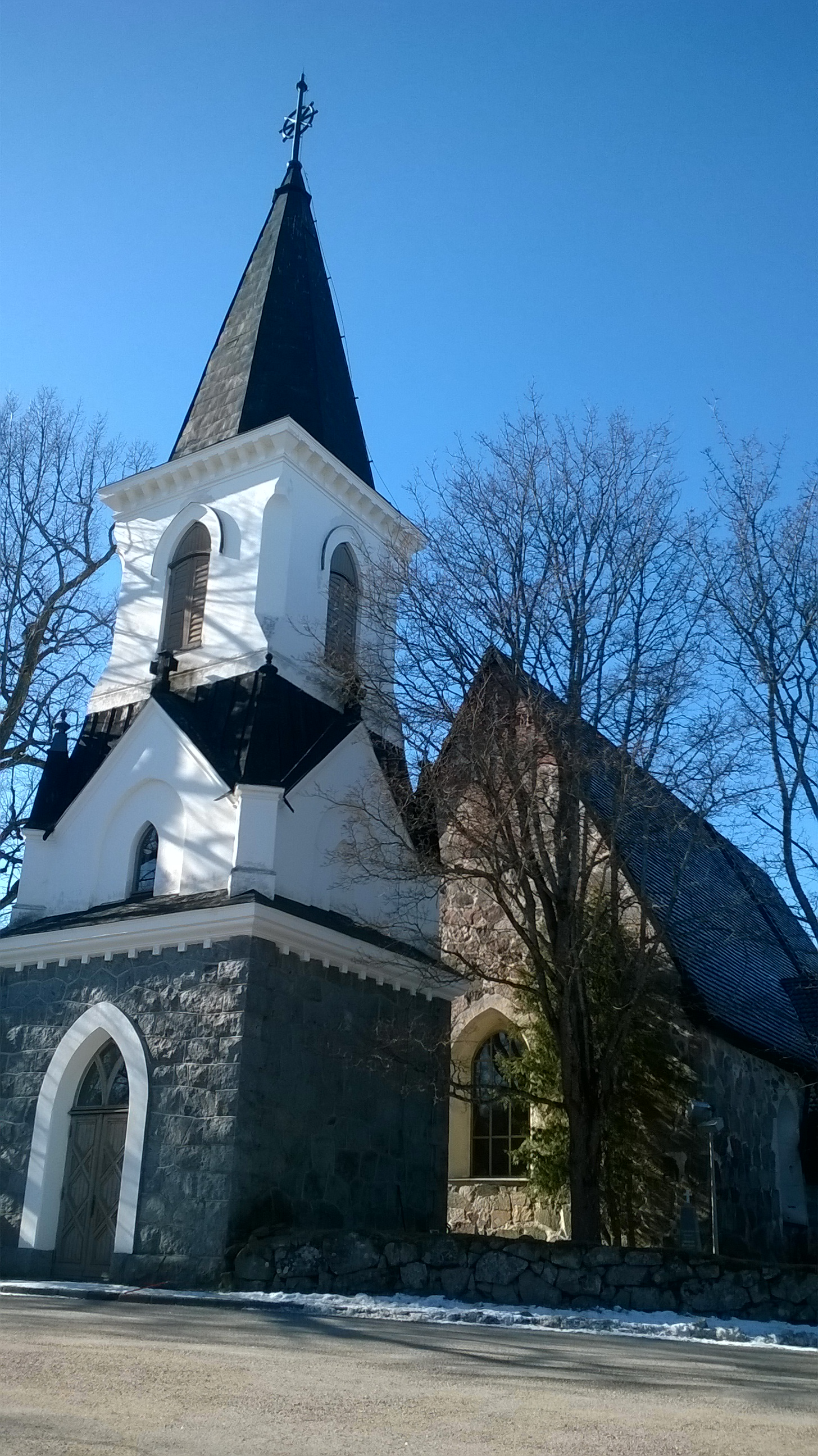
Le clocher.

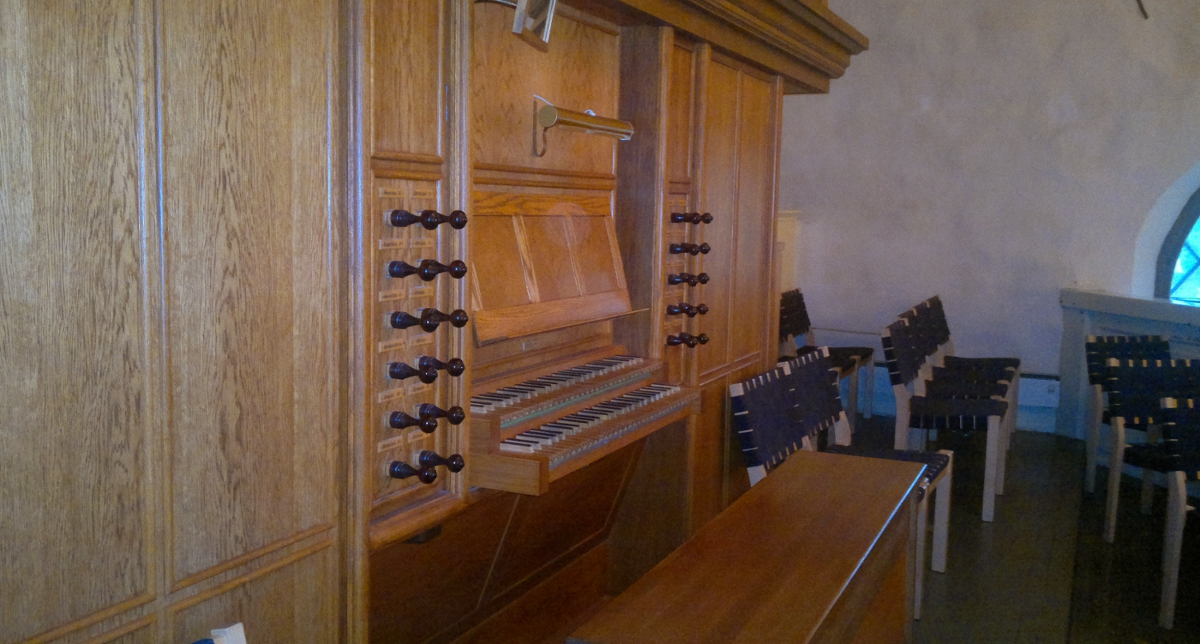
L'orgue.
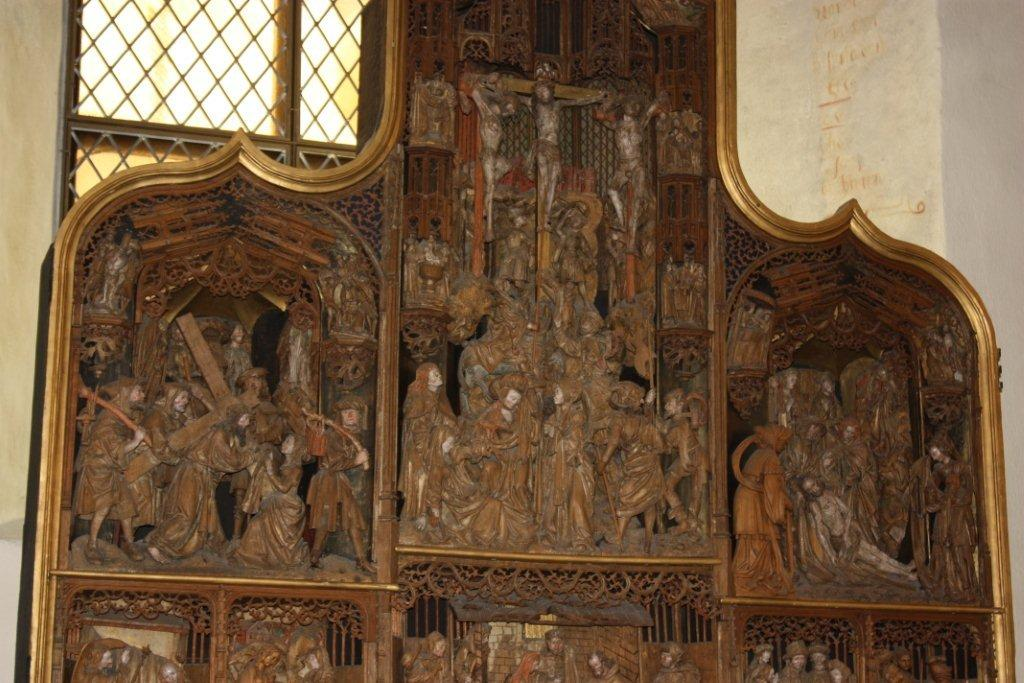
Le retable.
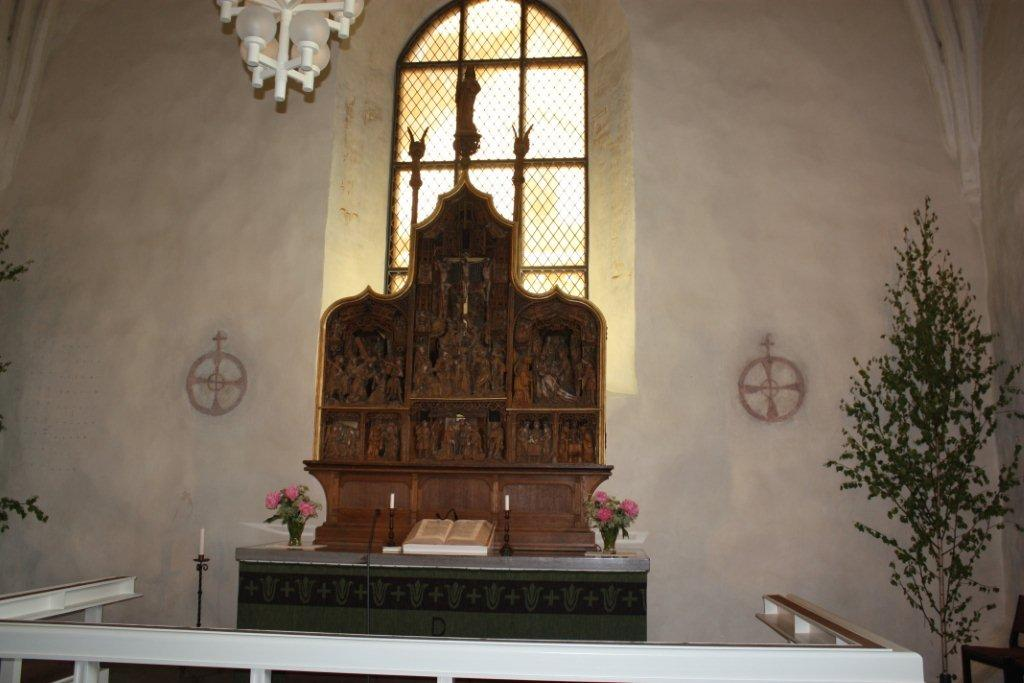
L'autel.